# Tamasha
Tamasha (Marathi तमाशा, tamāshā) ist das bekannteste Volkstanztheater im indischen Bundesstaat Maharashtra, das mit der in Nordindien weit verbreiteten Tradition des Swang zusammenhängt. Der im 16. Jahrhundert entstandene, mit Humor und Erotik gespickte Unterhaltungsstil besteht aus einer Abfolge von Liedern (lavanis), Tänzen und dramatischen Anteilen mit Dialogen in Prosa. Das Wort tamasha ist vom Persischen tamchā abgeleitet und gelangte in der allgemeinen Bedeutung „Unterhaltungsshow“ und „Theater“ in die nordindischen Sprachen Urdu, Hindi und Marathi.
Die beiden Varianten des Tamasha sind der auf Lieder und Tänze spezialisierte Stil sangita-bari und der mehr auf dramatische Inszenierung bedachte Stil dholki-bari, benannt nach dem führenden Begleitinstrument, der Fasstrommel dholki. Die Themen der auf hölzernen Plattformen als Bühne im Freien oder in städtischen Theatersälen dargebotenen Schauspiele stammen vor allem aus den mündlich überlieferten Geschichten, die sich um den jugendlichen Gott Krishna und die Milchmädchen (Gopis) ranken. In einer als Farce (vag) inszenierten Form werden aktuelle politische und soziale Themen in einer doppeldeutigen Sprache behandelt.

## Geschichte
In Maharashtra sind seit altindischer Zeit Unterhaltungstheater bekannt. In der Höhleninschrift von Gautami Balashri, der Mutter des Shatavahana-Herrschers Gautamiputra Satakarni (reg. 106–130), in Nasik ist zu lesen, der König habe utsava (Festversammlungen) mit samaja (sozialen Zusammenkünften) für sein Volk veranstalten lassen. Samaja bezeichnete spätestens seit Ashoka im 3. Jahrhundert v. Chr. eine Art Unterhaltungstheater. In einer seiner Inschriften verurteilte der reingläubige Buddhist samaja als moralisch verwerflich. Dennoch tauchen in Jatakas, Geschichten aus dem Leben Buddhas, mehrfach samaja-Festveranstaltungen mit Musik, Tanz, Drama, Geschichtenerzählern, Akrobaten, Ringkämpfen und Schaukämpfen von verschiedenen Tieren auf.

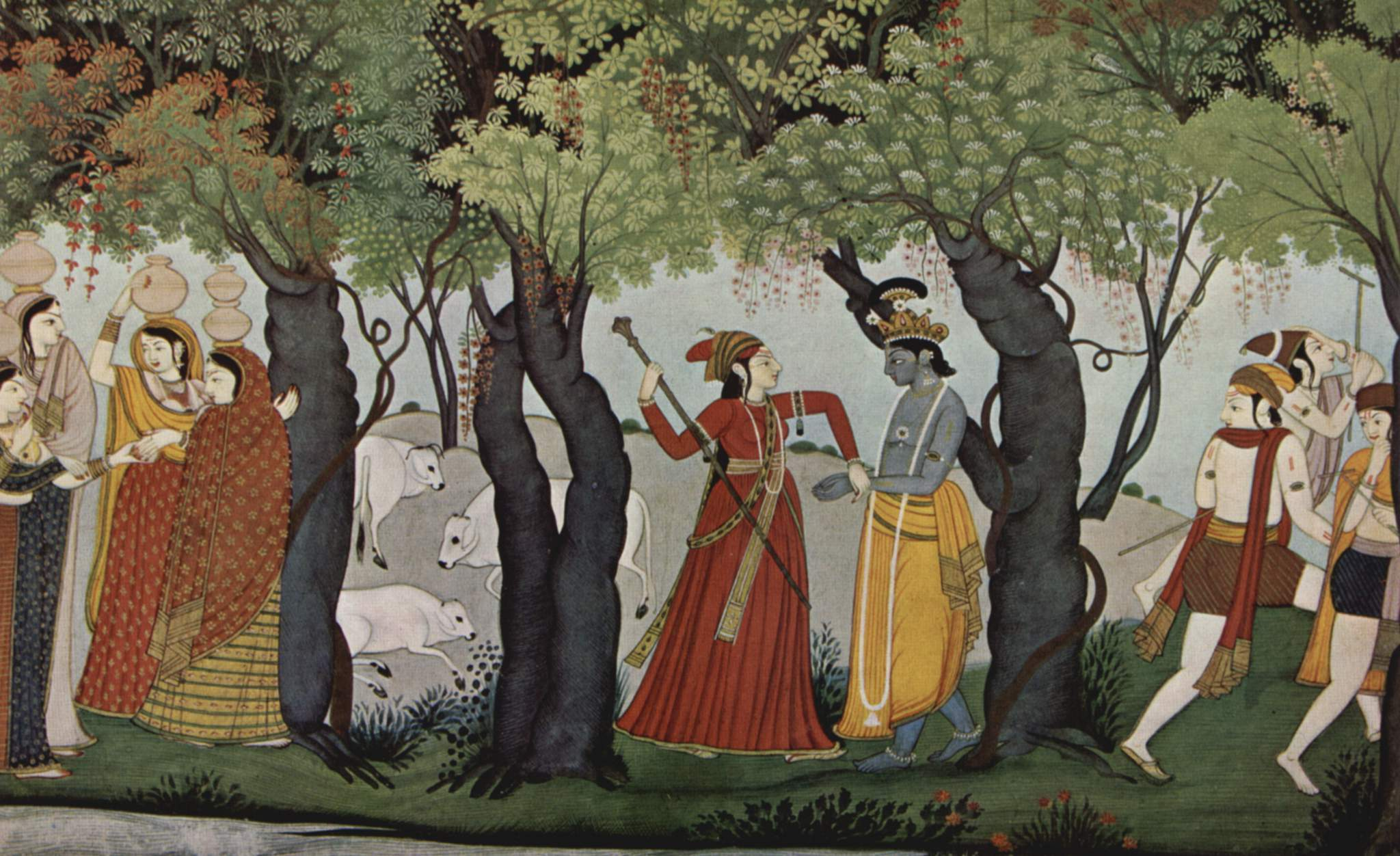
Radha und Krishna im Wald von Vrindavan. Miniatur der Bilaspur-Schule um 1700

Der Shatavahana-König Hala (reg. 20–24 n. Chr.) trug in der ihm zugeschriebenen Gedichtsammlung Gatha Saptashati (Gaha Sattasai) Lieder (gathas) im Prakrit-Dialekt Maharashtras zusammen, die zahlreiche Hinweise auf Tänze, Schauspiele und Musikinstrumente geben; auch das Wort für Theatervorspiel, purvaranga, wird erwähnt. Im Liebesdrama Rati Natak, dem sich der genaue Ablauf einer Aufführung entnehmen lässt, ist ein vergleichbarer erotischer Unterton wie im heutigen Tamasha erkennbar. Gatha Saptashati enthält die erste eindeutige Liebesgeschichte zwischen Radha und Krishna in der indischen Literatur. Andere gathas enthalten Prakrit-Volkserzählungen, die nach der damaligen Praxis ein Schauspieler zunächst vorsang und danach ausführlich erklärte.
In den Versen des Heiligen und Dichters Dnyaneshwar (Jnaneshvara) aus dem 13. Jahrhundert sind mehrere Hinweise auf kostümierte Darsteller enthalten. Er erwähnt in seinem theoretischen Werk Dnyaneshwari, einem Kommentar zur Bhagavadgita, die musikalische Erzählform kirtan als eine besondere Art von religiösem Schauspiel oder Tanzdrama. In Kapitel 17 geht es um eine Aufführung, die alle Elemente eines späteren Tanzdramas wie Tamasha enthält, einschließlich Gesang, erotischen Tänzen und einem Publikum, das Geld für die Tanzmädchen spendet. Nach Dnyaneshwars Darstellung konnten männliche Schauspieler weibliche Rollen übernehmen, ohne dass sie sich des Unterschieds zwischen dem eigenen und dem dargestellten Geschlecht bewusst waren. So erwähnt er auch den Volksschauspieler bahurupi (von Sanskrit bahu, „viele“ und rupa, „Form“), der gleichermaßen in die Rolle eines Königs oder einer Königin schlüpft. Bahurupis sind in bestimmten Gegenden noch heute unterwegs. Der Heilige und Dichter Samartha Ramdas (1608–1682), Guru des marathischen Freiheitshelden Shivaji, zählt in seiner umfangreichen Abhandlung Dasabodha verschiedene Arten von Lehrern auf und ihre Fähigkeiten, die sie benötigen, um Gesang, Musikinstrumente, Tanz und weitere Künste zu unterrichten. Zum unterhaltenden Schauspiel gehören nach Ramdas dieselben Elemente, wie sie bereits Dnyaneshwar aufgezählt hatte.
Der mystische Dichter Kabir (1440–1518) schrieb in einem seiner Verse mit Ironie von swang und tamasha als einem seichten Unterhaltungstheater, vorwiegend dazu geeignet, das gähnende Publikum bei den lehrreichen Vorträgen religiös-mythologischer Themen wach und bei Laune zu halten. Allgemein bezeichnete das ursprünglich persische Wort tamasha in Indien jede Form von Unterhaltung. Der marathische König von Thanjavur, Sahajiraje Bhosale (1684–1711) bezeichnete in seinem selbst verfassten Schauspiel Lakshmi-kalyan-natak  mit tamasha eine Ringkampfshow.
Die Anfänge des Tamasha-Theaterstils fallen zeitlich mit dem Niedergang des klassischen Sanskrit-Theaters zusammen. Das klassische Theater war auf dem zentralindischen Dekkan nie besonders weit verbreitet und degenerierte mit der Ausbreitung der muslimischen Sultane ab dem 14. Jahrhundert. Es ist spekulativ, inwieweit Traditionen aus dem Sanskrit-Theater im 16. Jahrhundert zur Entwicklung des Tamasha beigetragen haben. Zwei übernommene Unterhaltungsformen, die sich erkennen lassen, sind der komödiantische Einakter prahasana und der musikalische Monolog bhana. Beides waren weltliche Bühnenstücke, die mit derben Späßen und Satire das Volk unterhielten. Die Einakter wurden vermutlich ab dem 12. Jahrhundert auf Sanskrit aufgeführt und, als diese Sprache im 15. Jahrhundert in Westindien praktisch verschwunden war, durch Aufführungen in Marathi ersetzt. Die musikalischen Stücke waren humorvolle Improvisationen mit Liebesliedern. Sie sind ab dem Ende des 14. Jahrhunderts bekannt, ihre Form dürfte jedoch wesentlich älter sein.
Ein weiterer früher Einfluss auf Tamasha waren die misrabhana genannten musikalischen Unterhaltungsszenen, in denen es in einem erhaltenen Beispiel um die Abenteuer des jungen Krishna ging, wie sie ähnlich heute in den gaulan-Szenen des Tamasha aufgeführt werden. Gaulan heißt eines der Milchmädchen in der Umgebung des jugendlichen Krishna. Zu den Sanskrit- und Prakrit-Traditionen (bestimmte unterhaltsame Szenen waren häufig in den Prakrit-Dialekten des Volkes verfasst) gelangten aus der Hauptstadt des Mogulreichs am Hof gepflegte Unterhaltungsformen wie der lebhafte Tanzstil kathak, die in Gesangswettbewerben wechselweise vorgetragenen Strophen der kavali-Lieder und die gesungenen Verse des ghazal nach Maharashtra.
Nach einer anderen Auffassung zogen während Aurangzebs (reg. 1658–1707) Eroberungszügen seine Armeen jahrelang auf dem Dekkan umher, wo die Soldaten irgendwie unterhalten werden wollten. Also engagierte man aus der regionalen Bevölkerung Volkssänger und weiblich aussehende Tanzjungen, die Frauenrollen darstellen sollten. Die Soldaten hätten solche Aufführungen nach einem Wort in ihrer Sprache tamasha genannt. Zwei im 17. Jahrhundert hinzugekommene unterhaltende Elemente des Musiktheaters sind kala, kurze Sketche, die sich in den gaulan-Einlagen des Tamasha wiederfinden, und ein Clown, der auf der Bühne nebenher agiert.
Das Tamasha-Tanztheater erlebte seinen Höhepunkt im 18. Jahrhundert während der Herrschaft der Peshwa (1707–1818) im hinduistischen Marathenreich, als der Stil dholkichā tamāshā genannt wurde. Nach einer Serie von Kriegen gegen die Britische Ostindien-Kompanie ab dem Ende des 18. Jahrhunderts, bis die Marathen 1818 ihre Unabhängigkeit endgültig verloren hatten, verschwanden die früheren religiösen Musiktheater und die säkulare Tamasha-Unterhaltung mit Gaulan-Episoden, Heldengesängen und Liebesliedern füllte deren Lücke aus.
Für die religiösen Anteile des Tamasha war eine Quelle das einfache Volkstheater bharud. Darin tritt ein Sänger-Erzähler, dessen Prosa und Lieder von einem kleinen Chor begleitet werden, praktisch ohne dramatische Aktionen auf. Seine Begleiter spielen Zimbeln (tal) und eine zweifellige Trommel (mridangam oder pakhawaj).  Diese Vortragsform heißt allgemein rupaka. Der bharud wurde in Maharashtra vermutlich im 15. Jahrhundert erfunden, von der niedrigkastigen Mahar-Gemeinschaft gepflegt und später von Bhakti-Anhängern zur Verbreitung ihres Glaubens und ihrer sozialrevolutionären Ziele eingesetzt. Der Vortrags- und Gesangsstil ist zwar formal wenig entwickelt, aber dennoch musikgeschichtlich bedeutend, weil seine sinnliche Schönheit die Gesangsformen im Tamasha, die südindische Liebeslieder marikatha und das Marathi-Volkstheater gondhal prägten. Die devotionalen, an die Muttergottheit gerichteten Lieder des Gondhal-Theaters, die bei religiösen Festen oder privaten Familienfeiern vorgetragen werden, gelten selbst als Vorbilder für Tamasha. Im Gondhal-Theater treten ähnlich wie in Tamasha ein Erzähler, eine humorvolle Randfigur und weitere Darsteller auf, in einer Variante des Gondhal spielen zwei Musiker die Sanduhrtrommel damaru und das einsaitige Zupfinstrument tuntune (verwandt mit der Zupftrommel ektara), das auch in Tamasha vorkommt.

### Lavani

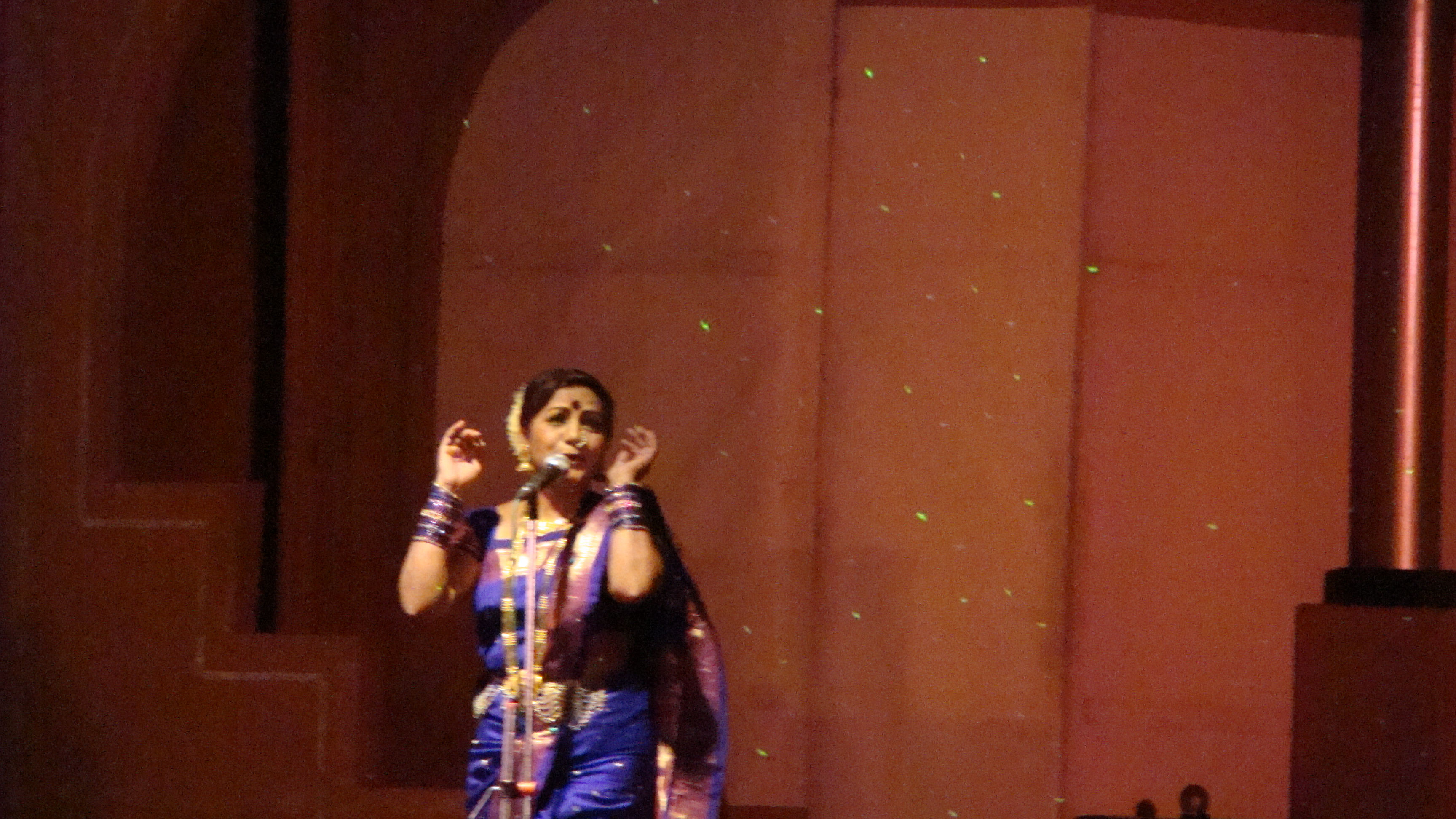
Lavani-Sängerin Surekha Punekar

Die altindischen gathas könnten auch frühe Vorläufer für die lavanis gewesen sein. Die Entwicklung dieser gesungenen Volkspoesie, die ein wesentliches Element der Aufführungen darstellen, verlief parallel zu derjenigen des Tamasha-Schauspiels. Das Wort lavani bezeichnet im Werk Sangit Chintamani aus dem 14. Jahrhundert einen eleganten Frauentanz, auch in Sangit Darpan von Damodar (15./16. Jahrhundert) geht es bei lavani um einen Tanzstil. Erstmals kommt bei Manmatha Shivalinga (1560–1613) lavani im Titel eines Gedichts vor (Karadchya Bhavanivaril Lavani), ebenso bei einem Dichter namens Jotiram, der in der zweiten Hälfte des 17. Jahrhunderts lebte.
Lavani wird mit einem ähnlichen Marathi-Wort für „Verpflanzung“ in Verbindung gebracht, folglich könnten lavanis früher Arbeitslieder von Frauen gewesen sein, die Reis auf den Feldern auspflanzten, oder die Komponisten von lavanis wurden vom Anblick der arbeitenden Frauen inspiriert. Lavanis bilden den Grundbestandteil aller Volkstheater in Maharashtra.
Die Lavani-Gesänge und -Tänze sind eng mit der Kolhati-Volksgruppe verbunden. Die Kolhati kamen als nomadischer Stamm aus Rajasthan, wo aus den ehemaligen Akrobaten Tänzer wurden. Die Kolhati-Mädchen sollen lavani-Tänze erfunden haben, um männliche Liebhaber anzuziehen und so ihren Lebensunterhalt zu verdienen. Heute stellt es für eine Kolhati-Familie oftmals eine wesentliche Einkommensquelle dar, wenn ihre Tochter als Tänzerin bei einer Tamasha-Truppe Arbeit gefunden hat.

### Shahir
Eng verbunden mit der Entwicklung des Tamasha-Tanztheaters ist auch die Tradition der angesehenen marathischen Sänger-Poeten (shahir), welche die Geschichte ihres Volkes erzählten und zugleich als Nachrichtenübermittler fungierten. Inhaltlich lassen sich die Kompositionen unterscheiden in (1) gesungene Balladen und Volkstheater mit einer politischen, sozialen und erzieherischen Funktion, (2) die Glorifizierung der Geschichte des eigenen Volkes und die Verbreitung der hinduistischen Mythologie sowie (3) Liebeslieder. Die mit den shahirs verbundene Marathi-Liedgattung heißt powada. Während des 17. Jahrhunderts wurden viele shahir zu Eigentümern und Leitern einer Tamasha-Truppe, deren Schauspiele sie außerdem komponierten und so die künstlerische Qualität der Aufführungen verbesserten.

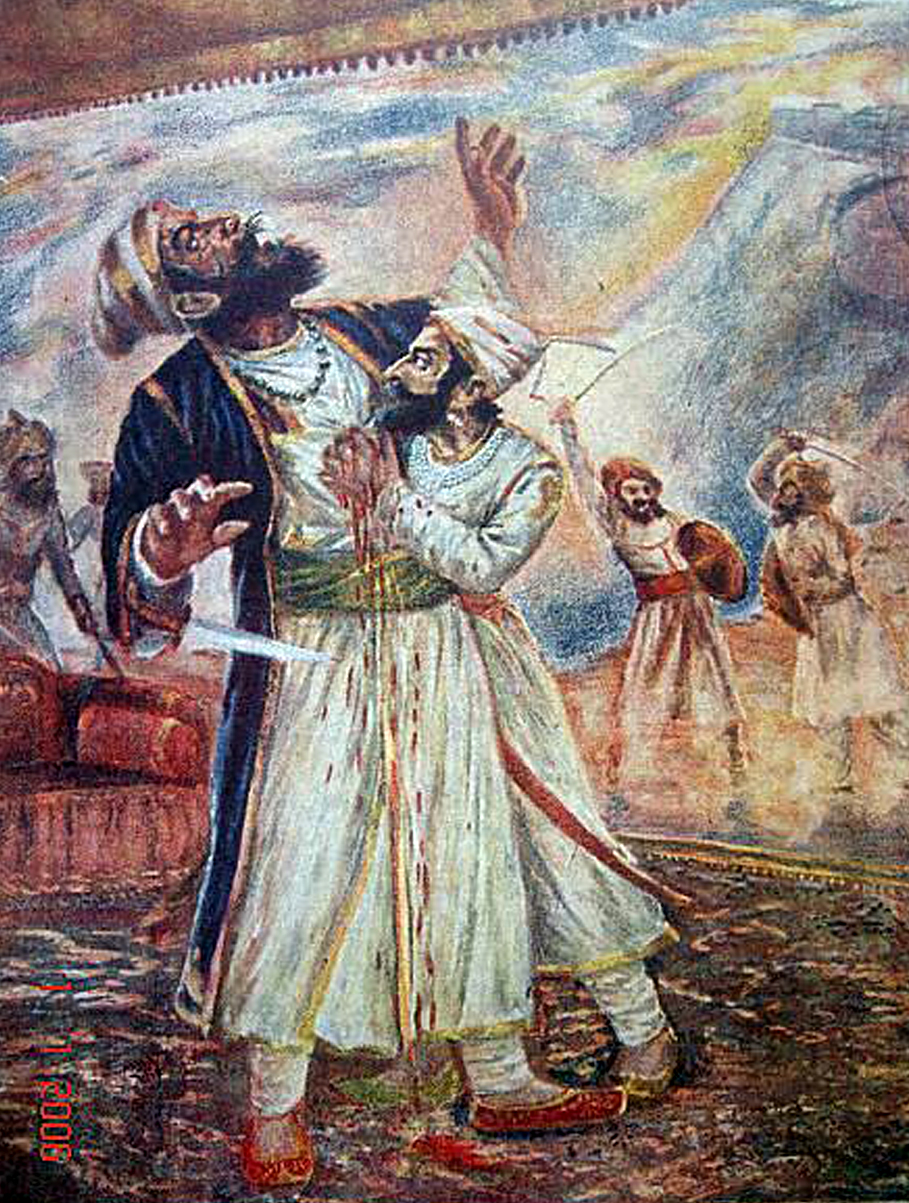
Nach einer Legende tötete Shivaji mit seinen Krallen Afzal Khan. Gemälde von 1920

Agindas war der erste berühmte shahir, der 1659 den ältesten erhaltenen Text eines powada verfasste, in dem es um den Tod des Generals Afzal Khan geht. Afzal Khan stand im Dienst der Adil-Shahi-Dynastie von Bijapur und kämpfte gegen die Marathen. Agindas nationalistische Balladen handeln ansonsten von Tanaji Malusare, bekannt als Simha („Löwe“), einem Heerführer und Vertrauten Shivajis, und natürlich von den Heldentaten des berühmten Shivaji selbst. Seiner Dichtkunst fehlten die Reime. Sie war auf kriegerische Zeiten zugeschnitten und hatte den Zweck, die Marathen zum Widerstand gegen die Mogul-Herrschaft aufzurufen. Andere shahirs pflegten diesen Stil bis 1731. Den shahirs und anderen Unterhaltern war zu verdanken, dass auch die einfache Bevölkerung über ihre Geschichte Kenntnis erhielt. Die Peshwa-Herrscher förderten im 18. Jahrhundert die Poeten-Sänger, deren Balladen zusammen mit dem Tamasha-Theater während dieser Zeit eine künstlerische Verfeinerung erfuhren. Einige shahirs in der Peshwa-Zeit trugen neben ihrer Leitung von Tamasha-Truppen auch Liebeslieder vor.
Nach dem Sieg der Briten 1818 über die Marathenherrscher war deren Unterstützung der darstellenden Künste schlagartig beendet. Erst die indische Unabhängigkeitsbewegung gegen die britische Kolonialherrschaft verhalf der am Boden liegenden Balladen- und Tamasha-Tradition zu neuem Leben. Der Anfang dieser Entwicklung lag vermutlich in den 1870er Jahren, als der Sozialreformer Jyotirao Phule (1827–1890) eine Initiative gegen das Kastensystem begann und sich für die Unberührbaren engagierte, wobei er die Balladen als ein Medium einsetzte, um seine Ideen zu verbreiten. Bal Gangadhar Tilak (1856–1920), einer der bedeutendsten Politiker im Kampf gegen die Kolonialherrschaft, setzte ebenfalls den Kompositionsstil der Poeten-Sänger ein, als er 1893 das Ganesha-Fest (Ganesh Chaturthi) ins Leben rief. Ab den 1930er Jahren gehörten eine Reihe von bekannten Sängern und Tamasha-Darstellern zu den Aktivisten für die Unabhängigkeit, einige shahir waren mit den Kommunisten verbunden. Nach der Unabhängigkeit 1949 setzten die  Sänger-Poeten ihre sozialrevolutionäre Tradition verschiedentlich beim Kampf um politische Rechte fort. Dagegen war Pathe Bapurao (1865–1945) wohl der letzte berühmte Tamasha-Schauspieler und Sänger, der in der romantischen Liedtradition stand. Zwischen 1910 und 1935 führte er Frauen als Schauspielerinnen in das Tamasha-Theater ein und organisierte Aufführungen in Theatersälen.
Die Sänger-Poeten-Tradition in Maharashtra ist weiterhin lebendig. 1969 versammelten sich Hunderte shahirs unter der Leitung von Shahir Yogesh (Diwakar Bhishnurkar, 1927–2011) und gründeten die „Vereinigung der Poeten-Sänger von Maharashtra“ (Maharashtra Shahir Parishad). Zu der Konferenz am ersten Jahrestag der Gründung kamen 328 shahirs, um sich gegenseitig auszutauschen. Die Organisation veranstaltet regelmäßig Gesangsdarbietungen, besonders anlässlich des Jahresfestes Shiv Jayanti (Shivajis Geburtstag).

## Aufführungspraxis

### Ablauf und Elemente der Aufführung
Eine heutige Tamasha-Truppe (phad) besteht aus normalerweise sieben bis acht Mitgliedern (zwischen sechs und 18). Ihr Leiter wird sardar oder naik genannt. Auf der Bühne stehen außer dem Leiter eine Sängerin-Tänzerin, zwei bis drei Sängerbegleiter (jhilkari), ein Spaßmacher (songadya) und die Instrumentalisten. Sie spielen die zweifellige Fasstrommel dholki, die kleine einfellige Trommel halgi, Zimbeln (manjiras) und die der ostindischen Zupftrommel ektara ähnliche tuntune. Größere Truppen setzen noch die große halbkreisförmige Naturtrompete tutari und weitere Instrumente ein. Die Musiker sorgen während der Szenen mit akrobatischen Einlagen für Komik.
Tamasha wird auf offenen Bühnen in Dörfern und regelmäßig in Theatersälen in den größeren Städten des Bundesstaates aufgeführt. In kleinen Dörfern besteht die Bühne aus einer erhöhten Plattform aus Holz. Notfalls reicht es, eine Bühnenfläche am Boden zu markieren, an deren Rand das Publikum an drei Seiten Platz nimmt. Meist schließt ein Vorhang die Bühne nach hinten ab. Größere Dörfer haben ein permanentes Theatergebäude mit einem hohen Kulissenaufbau in der Art eines Proszenium errichtet. Hier sitzen die einige 100 bis 3000 Zuschauer frontal vor der Bühne. In den Städten lassen sich einfache Räumlichkeiten für die Arbeiter in den Außenbezirken von großen Sälen mit modernster Ausstattung für die zahlungskräftigeren Schichten im Zentrum unterscheiden. Neben Mumbai und Pune gehören Ahmednagar, Aurangabad, Belagavi, Kolhapur, Nagpur, Nashik und Satara zu den Städten mit Tamasha-Bühnen.
In städtischen Theatern sind heute Abendprogramme üblich, bei denen mehrere Gruppen nacheinander auftreten und ausgewählte Glanzpunkte präsentieren. Eines der Zentren für Tamasha ist das Aryabhushan-Theater in Pune, in dem jeden Abend etwa acht Gesangsgruppen (sangita-bari) auftreten und für genau 20 Minuten ihr Programm vor bis zu 2000 Zuschauern absolvieren. Sobald eine Glocke ertönt, macht die eine Gruppe Platz für die nächste. Die Atmosphäre in diesem Theater ist locker und persönlich. Einige Besucher reichen Geldscheine auf die Bühne und wünschen sich, ein bestimmtes Lied zu hören, das dann in Blickrichtung zum Auftraggeber im Zuschauerraum vorgetragen wird.
Ein volles Programm besteht aus fünf Elementen in unterschiedlicher Anordnung: der Eröffnung gan, dem Schauspiel mit mythischen Erzählungen gaulan, dem Gesangsstil lavani, der devotionalen Liedform bhedik-kavane und vag, einem humorvollen Schauspiel mit sozialpolitischem Inhalt. Üblicherweise wird die Vorstellung mit einem Andachtslied (gana) an den elefantenköpfigen Gott Ganesha eröffnet. Er ist der Patron der Künste und wird gebeten, für einen guten Ablauf der Veranstaltung zu sorgen. Die Akteure beider Stilrichtungen, der Gesangstruppe sangita-bari und der Theatertruppe dholki-bari, können auch zu Beginn ein devotionales Lied vortragen, das sich bei den turewala genannten Sänger-Poeten an Shiva und Brahma und bei der anderen Gruppe von Sänger-Poeten, den kalgiwala, an Shakti, die weibliche Seite Shivas richtet. Danach trägt manchmal eine aufreizend tanzende Sängerin ein Lied vom mujra-Typ zum Lob der alten Tamasha-Komponisten vor.
Gaulan, der nach einer der Kuhhirtinnen (Gopis) im Umfeld von Krishna benannte zweite Teil, wird überwiegend von den Theaterspielern aufgeführt. Beim gaulan kommen Krishna, seine Geliebte Radha und weitere Kuhhirtinnen aus den mythologischen Geschichten vor, die im Wald von Vrindavan spielen. Die Tänzerinnen singen Lavani-Lieder, umgeben von Trommlern und Zimbelspielern. Bei bestimmten Schauspielen tritt in solchen Szenen auch eine mavshi auf, dargestellt von einem Mann, der mit einer hohen Frauenstimme spricht. Mavshi (mausi, „Tante“) heißt umgangssprachlich jede Frau in einem gewissen Alter. In den Krishna-Erzählungen ist mavshi die Wächterin der Gopis, eine moralische Autorität, die sich um die jungen Mädchen sorgt, wenn diese sich vom Wald auf den Weg machen, um in der Stadt Milch zu verkaufen.
Üblicherweise verfassen die Tamasha-Truppen ihre Dramen selbst. Die Sprache ist unkompliziert und direkt, um das städtische und ländliche Massenpublikum zu erreichen. Daneben sind seit dem Ende des 20. Jahrhunderts verstärkt Schauspiele mit ausgefeilten anspruchsvollen Dialogen für die höheren Klassen entstanden. Das Drama beginnt mit einem männlichen Chor, der in poetischer Weise und in einer hohen Stimmlage (mhani) die folgende Geschichte verständlich einordnet. Dies ist für das Publikum hilfreich, weil die teilweise improvisierten Dialoge lang und schwierig nachvollziehbar sein können. Die Sänger mit den höchsten Gesangsstimmen spielen meist zugleich Zimbeln (manjiras) und die einsaitige tuntune. Andere Chorsänger halten sich ein Ohr mit der Hand zu, während ihr Gesang in schreiender Lautstärke vordringt. Die Pausen zwischen den Zeilen des Chorgesangs füllen die Trommler mit wilden Schlägen.
Die Gesangsgruppen verzichten auf dramatische Elemente zugunsten von poetischen Liebesliedern in den muslimischen Stilen kavali und ghazal sowie populären Songs aus Bollywoodfilmen. Bei einem Abendprogramm mit Liedern treten etwa fünf bis zehn Gesangs- und Schauspielgruppen auf, die jeweils 20 Minuten bis eine Stunde Lieder mit Tänzen und einzelne Szenen aufführen. Wenn eine Gesangsgruppe das gesamte Abendprogramm bestreitet, so bietet sie nach dem gaulan-Abschnitt eine zweistündige Abfolge von Liedern, Tänzen und Dialogen.
Die schnellen Lavani-Tänze bilden einen Höhepunkt, sie werden von humorvollen Einlagen mit rhythmischen Wortduellen in einem Frage-Antwort-Schema (sawal-jawab) unterbrochen. Bhedik-kavane (kavane, „Lied“) sind religiöse Lieder, deren Inhalt in Rätselform gekleidet ist und die gegen Ende der Peshwa-Periode eingeführt wurden.
Akhyan ist eine devotionale poetische Erzählung, die früher vom Komponisten selbst vorgetragen wurde. Eine besondere Form von akhyan, die aus der marathischen Tradition der religiösen kirtan-Lieder stammt heißt vag. Thematisch geht es beim Ende des 19. Jahrhunderts eingeführten vag um aktuelle Politik und Sozialprobleme wie Dorffehden, Familienstreitereien oder Alkoholismus. Die Dialoge (chakkad) enthalten häufig eine Doppelbedeutung und einen hohen Anteil Improvisation. Sie werden in Form einer Farce ähnlich einer indischen Fernseh-Seifenoper aufbereitet und sollen das Publikum zum Lachen bringen. Vorbild für vag ist das von den Briten im 19. Jahrhundert eingeführte moderne Theater, das wiederum von der italienischen Commedia dell’arte beeinflusst wurde.

### Bühnenkonventionen
Die Schauspiele sind phantastisch und verzichten auf realistische, glaubwürdige Handlungsabläufe. Durch bestimmte Gesten und Bewegungen kann ein Darsteller dem Publikum mitteilen, in welcher Zeit und an welchem Ort er sich gerade befindet. Die Zuschauer akzeptieren die Konventionen einer solcherart präsentierten Bühnenillusion. Wenn der Held eine Reise in eine entfernte Stadt ankündigen will, so kniet sein Begleiter (songadya) sogleich auf allen vieren neben ihm am Boden und schnaubt wie ein Pferd, der Held sitzt auf und sobald er abgestiegen ist, wissen die Zuschauer, dass die Szene nun am genannten Ort spielt. Zeigt der Darsteller mit der Hand auf einen (imaginären) Tempel und begibt sich ein paar Meter in diese Richtung, so ist klar, dass die nun auftretenden Mädchen Tempeltänzerinnen sind und die Szene sich in das Innere eines Tempels verlagert hat.
Genauso akzeptiert wird, wenn der Darsteller erklärtermaßen seine bisherige Rolle aufgibt und ohne Umschweife in eine neue schlüpft. Auf diese Art können wenige Darsteller eine weit größere Zahl an Rollen verkörpern. Praktischerweise ist der Aufwand an Kostümierung und Make-up im Vergleich zu anderen Theaterstilen gering.
Gelegentlich findet eine Interaktion zwischen Darstellern und Zuschauern statt. Zwischen beiden werden spaßige Bemerkungen weitergesponnen, was dem improvisierten Schauspiel eine neue Wendung geben mag. Ferner reichen manche Zuschauer Geldscheine auf die Bühne – besonders den Tänzerinnen – mit der Bitte, bestimmte Lieder oder Tänze vorzuführen. Diese daulat-jadda genannte Praxis entwickelte sich in der Mogulzeit.
Sängerinnen und Tänzerinnen tragen meist grellbunte Saris mit silbern leuchtenden Applikationen. Ebenso glänzen ihre Armreifen, Halsketten, Ohr- und Nasenringe im Lampen- oder Scheinwerferlicht. An den Fußgelenken haben sie Glockenkettchen (ghungharu) befestigt, die bei jedem Tanzschritt erklingen. Das Make-up der Darstellerinnen beschränkt sich auf Rouge an den Backen, bemalte Lippen und dunkle Augenränder. Die männlichen Schauspieler tragen Pajamas oder einen Dhoti mit einer dunkelgrauen Nehru-Jacke, vielleicht einen großen bunten Turban und einen aufgeklebten Bart, falls es die Rolle erfordert.
Die Tänzerinnen gehören traditionell der Kolhati-Volksgruppe an. Schauspieler und Musiker waren früher meist Mahar. Viele Angehörige dieser unteren Hindukaste sind, ebenso wie ihr prominentestes Mitglied, Bhimrao Ramji Ambedkar, Anfang des 20. Jahrhunderts zum Buddhismus übergetreten. Die Darsteller erhalten keine formelle Ausbildung. Die Bewegungsabläufe auf der Bühne sind relativ formlos und heute oftmals durch aufgestellte Mikrofone eingeschränkt. Zur Kompensation der seit Einführung der Verstärkeranlagen recht starren Spielweise kamen Handbewegungen, Mimik und vor allem ein intensives Spiel mit den Augen hinzu. Der Spaßmacher agiert während der Szenen direkt zum Publikum. Im gaulan spielt er Streiche mit Krishna und den Milchmädchen, ebenso tritt er in der nachfolgenden Farce auf.

## Verbreitung
Zunehmend werden Lieder aus Filmen übernommen. Auf der anderen Seite tragen Szenen aus Tamasha-Schauspielen oder Lavani-Tänze in vielen Marathi-Filmen dazu bei, ein großes Publikum anzulocken. Tamasha-Truppen ziehen wie früher einen großen Teil des Jahres umher und schlagen ihre Zelte bei Festveranstaltungen auf. Traditionelle Fortbewegungsmittel der reisenden Unterhalter waren Ochsenkarren. Hiervon handelt ein äußerst beliebter Gruppentanz, in dem ein Mann und zwei Frauen eine solche Fahrt gestenreich imitieren.
1989 wurde in London die Tamasha Theatre Company gegründet, die es sich zur Aufgabe gemacht hat, die indische Theatertradition in einem realistischeren, auf die westlichen Sehgewohnheiten zugeschnittenen Gewand zu präsentieren. Ihre Schauspiele handeln teilweise im heutigen Indien und teilweise in Großbritannien.
Verwandte Unterhaltungstheater in der Tradition des swang sind unter anderem nautanki in weiten Teilen Nordindiens, khyal in Rajasthan, bhagat in Uttar Pradesh, bhavai in Gujarat und manch in Madhya Pradesh.